# Valère Croes
Pour les articles homonymes, voir Croes.
Valère, Joseph, Ghislain, baron Croes, né le 29 mars 1934 à Alken et décédé le 26 février 2020 à Saint-Trond (dans la province de Limbourg en Belgique), était un administrateur de sociétés belge flamand.
Il était licencié en sciences mathématiques et en sciences actuarielles.

## Mandats et mandats passés
- président du CA de Sabena et CGER
- administrateur de :
  - Fortis
  - Générale de Belgique
  - Tractebel
  - Société Philharmonique de Bruxelles
  -  Société des Concerts Populaires

## Distinctions
- doyen d'honneur et lauréat du Travail
- officier de l'ordre de la Couronne

Il est élevé au rang de baron par SM le roi Albert II de Belgique en 1997.